# Maria Anna von Ertl’sche Stiftung

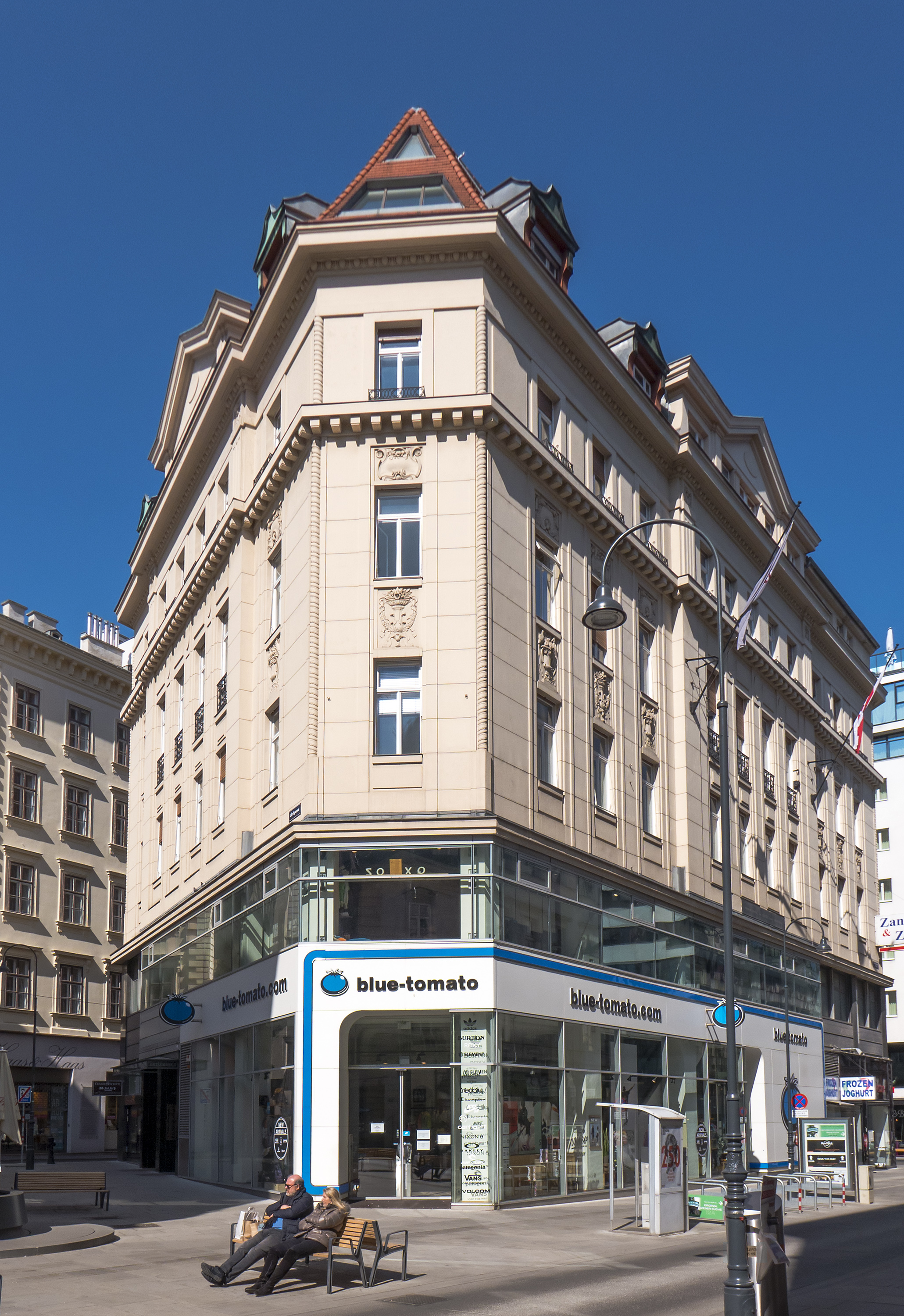
Ertl'sches Stiftungshaus in der Ertlgasse

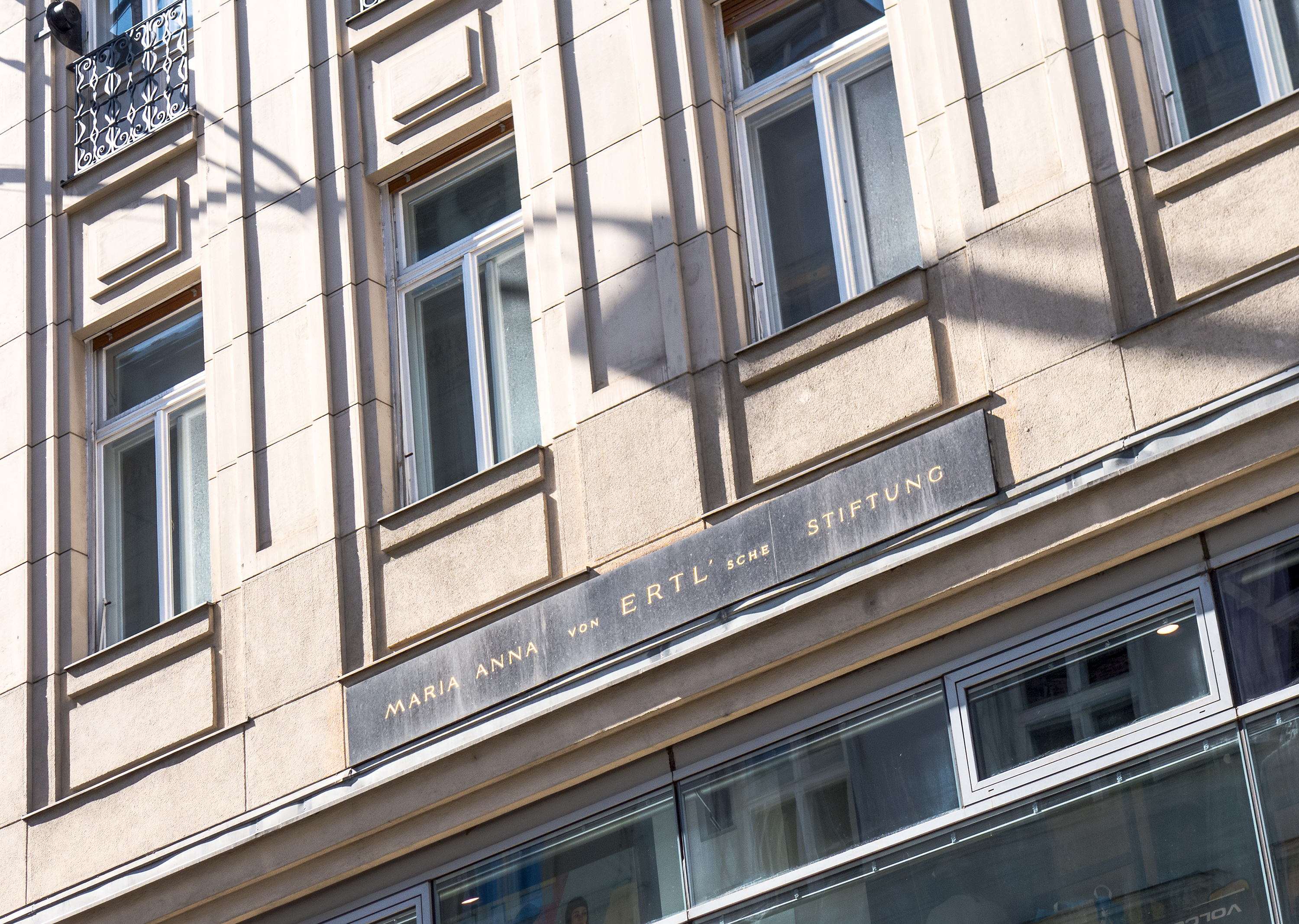
Tafel am Stiftungshaus

Die Maria Anna von Ertl’sche Stiftung unterstützt angehende Rechtsanwälte in Wien mit Stipendien.

## Geschichte
Die gebürtige Irin Maria Anna von Ertl (geborene Freiin O’Malley, in Wien zu d’Omolley verballhornt, 1728–1801), Witwe des Hof- und Gerichtsadvokaten Johann Nepomuk Edler von Ertl, vermachte  in ihrem Testament vom 12. April 1801 ihr gesamtes Vermögen einer zu errichtenden Stiftung für angehende Advokaten in Wien. In Durchführung dieser testamentarischen Bestimmung hat sodann die juridische Fakultät der Wiener Universität durch den Dekan Johann Baptist Bach die Einrichtung dieser den Namen der Stifterin führenden Stiftung veranlasst.
Der Stiftbrief wurde von der Niederösterreichischen Landesregierung mit Bescheid vom 16. März 1844, Nr. 16.058, genehmigt. Einzelne Bestimmungen dieses Stiftbriefes wurden durch Erlass des Ministeriums für Inneres vom 21. Oktober 1867, Nr.17.190, und den Nachtrag zum Maria Anna von Ertl'schen Stiftbrief vom 27. Oktober 1887 abgeändert bzw. ergänzt und von der k. u. k. Statthalterei mit Erlass vom 8. November 1887, Zahl 60.883, genehmigt.
Auf Grund des Gesetzes vom 17. Mai 1938 über die Überleitung und Eingliederung von Vereinen, Organisationen und Verbänden (Gesetzblatt für das Land Österreich Nr. 136/1938) wurde vom Reichskommissar für die Wiedervereinigung Österreichs mit dem Deutschen Reich verfügt, dass der nationalsozialistische Rechtswahrerbund die Verwaltung der Stiftung zu führen hat. Dem Stillhaltekommissar musste eine sogenannte Aufbauumlage in der Höhe von RM 100.213,49 abgeführt werden. Der Stiftbrief wurde nach neuerlicher Abänderung mit Beschluss der Landesregierung vom 16. Mai 1972, Pr.Z. 1350, genehmigt. Im Hinblick auf den Zeitablauf und die geänderten wirtschaftlichen Verhältnisse wird, vorbehaltlich der Genehmigung der Stiftungsbehörde, der Stiftbrief neu gefasst.
Im Jahr 1894 wurde in Wien Innere Stadt (1. Bezirk) die Ertlgasse nach der Stifterin benannt; zuvor hieß die Gasse 1844–1894 Mariengasse nach ihrem Vornamen.

## Das Stiftungsgebäude
Maria Anna von Ertl hatte verfügt, dass man die an ihrem Haus anliegenden Fleischbänke und Häuser aufkaufen und dort ein Neubau errichten soll, aus dessen Mieterträgen Stipendien zu vergeben sind. 1817 wurde das Ertl’sches Stiftungshaus in der Rotenturmstraße 13 fertiggestellt und den Administratoren der Stiftung – zu Handen des jeweiligen Dekans der juridischen Fakultät der Universität Wien – übergeben. 1838/39 wurde das Ertl’sche Stiftungshaus  von Joseph Kornhäusel neu gebaut, und 1914 abermals durch einen Neubau ersetzt. In ihm hat seit 1853 die Wiener Rechtsanwaltskammer ihren Sitz.
Am 15. März 1945 erlitt das Stiftungsgebäude einen schweren Bombenschaden. Die Kriegsereignisse brachten es ferner mit sich, dass das Vermögen, soweit es in Bargeld und Reichsanleihe bestand, entwertet wurde.
Eine Wiederherstellung des Gebäudes wurde aus den Stiftungserträgnissen in den Jahren 1945 bis 1955 vorgenommen. Auf Grund des Wiener Stiftungs- und Fondsreorganisationsgesetzes vom 21. Oktober 1955 (Landesgesetzblatt für Wien Nr. 19/1955) wurden die ursprünglichen, dem Willen der Stifterin entsprechenden Bestimmungen des Stiftbriefes wiederhergestellt.